# 飓风埃洛伊塞
飓风埃洛伊塞（英語：Hurricane Eloise）是1975年大西洋飓风季期间最具破坏性的热带气旋，也是本季第5场热带风暴、第4场飓风和第2场大型飓风，于9月13日由维尔京群岛以东的一片热带低气压发展而成。低气压向西行进，并在经过波多黎各以北海域期间增强成热带风暴。此后不久，埃洛伊塞达到飓风标准，但强度很快就在登陆伊斯帕尼奥拉岛后回落到热带风暴水平。接下来，强度较弱并且结构混乱的气旋进入加勒比海北部开放水域，然后在袭击尤卡坦半岛北部期间转向北上并开始强化。系统在墨西哥湾迅速发展，于9月23日成为三级飓风，然后沿佛罗里达州西北狭长地带以西的巴拿马城登陆，再朝内陆进发穿越阿拉巴马州，于9月24日消散。
风暴途经波多黎各和伊斯帕尼奥拉岛期间产生倾盆大雨，引发特大洪灾，导致超过40人死亡并对地方构成严重破坏。许多社区被淹，成千上万的居民因此无家可归。气旋接下来向西行进，所以对古巴产生的影响较轻。美国墨西哥湾沿岸地区有约10万居民在飓风来临前疏散。埃洛伊塞登陆佛罗里达州期间产生了时速高达249公里的阵风，当地数以百计的建筑物被毁。风暴产生的狂风巨浪和风暴潮致使许多海滩、码头以及其它沿海建筑受到严重破坏。
远至阿拉巴马州和乔治亚州的内陆地区都受到了气旋的风害影响。美国东岸沿线暴雨成灾，洪灾规模前所未有，并且影响的持续时间也很长，这其中又以中大西洋各州情况严重。除佛罗里达州外，美国其他地区共有17人死于淡水洪灾，对基础设施和地质产生的影响则可以与多年前的飓风艾格尼丝相提并论。全美一共遭受了价值约5.6亿美元（1975年美元，相当于2025年的31.7億美元）的破坏。整场风暴一共夺走了80人的生命。由于风暴造成了重大人员伤亡和经济损失，其名称“埃洛伊塞”（Eloise）因此从大西洋风暴命名名单上退役，以后都不会再在北大西洋热带气旋命名时使用。

## 气象历史
飓风埃洛伊塞的起源可以追溯到1975年9月6日离开非洲西海岸的一股东风波。卫星图像显示系统起初杂乱无章，相互脱节，不过也有证据表明其中已有下层环流存在。扰动天气在接下来数天里向西行进并缓慢发展。9月13日，一艘名为“汉莎湾号”（Gulf Hansa）的船只记录下与系统相关的每小时40公里风速和3米高大浪。此后不久，一架飓风猎人侦察机在维尔京群岛以东约925公里洋面发现环流中心，估计气旋在协调世界时9月13日早上6点左右成为热带低气压。
低气压继续西进并逐渐增强。9月16日，系统达到热带风暴强度标准并获命名为“埃洛伊塞”，圣胡安气象局办公室发布了针对系统的第一份公告。由于附近高空有一股正在强化的反气旋存在，埃洛伊塞的组织结构得到改善，风暴迅速强化，获名仅18小时后就达到一级飓风强度。气旋很快在多米尼加登陆，因此没有得到进一步发展。气象部门起初预计埃洛伊塞会保持在陆地北部上空，但风暴实际上先是经过伊斯帕尼奥拉岛北部，再又穿越了古巴东南部。气旋因在山区地形上空行进了36小时而导致环流大幅减少，系统也在9月17日降级成热带风暴。
9月19日，气旋进入加勒比海北部的开放水域上空，从牙买加北面经过并远离古巴。虽然存在有利于热带气旋发展的上层环境，但由于北部的高压脊逐渐减弱并且系统还在与陆地发生相互作用，风暴中心开始变得扭曲。埃洛伊塞的组织结构非常混乱，但到了9月20日逼近尤卡坦半岛后又开始重新增强。风暴在该半岛最北端上空经过，并在这一期间因一股低压槽逐渐逼近转向北上。不过，从9月17日开始一直到21日有关这场风暴的报告都很少，所以其确切位置和强度仍然存在不确定性。进入墨西哥湾后，系统开始快速强化。低压槽增强了风暴中心上空的风力发散，让埃洛伊塞得以进一步强化，在路易斯安那州新奥尔良以南约555公里洋面再次达到飓风强度。

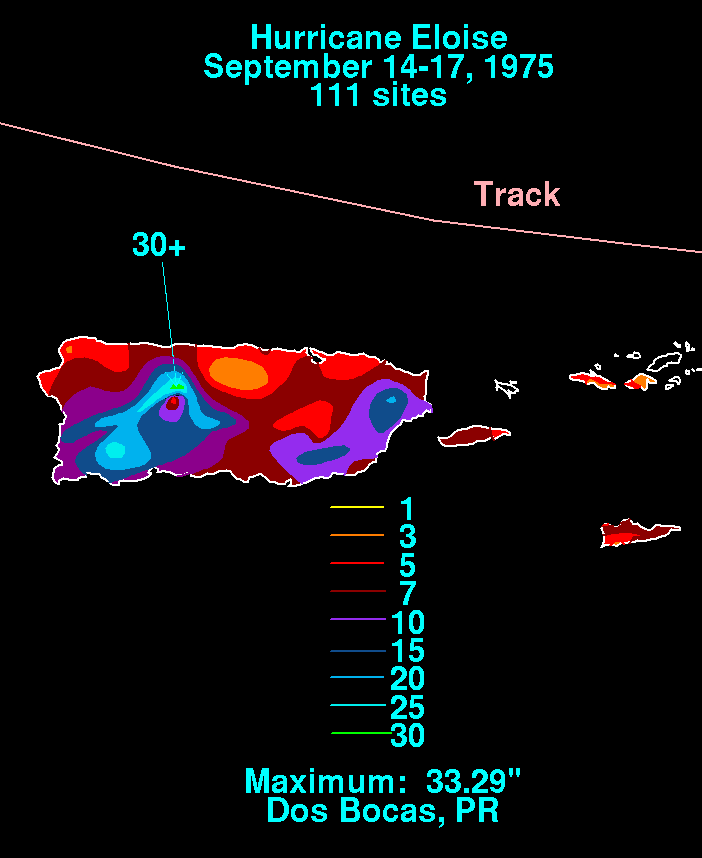
波多黎各和美属维尔京群岛的降水分布

9月22日，气旋增强成二级飓风，并在随后不久成为大型飓风并转向东北。风暴经过墨西哥湾期间，有多艘船只行经其中心。飓风还从两个实验性浮标上空经过，两者都记录下了风暴的数据，对气象学家的预测工作有所助益。埃洛伊塞继续强化，直至达到最大持续风速每小时205公里，最低气压约955毫巴（百帕，28.2英寸汞柱）的最高强度。9月23日，气旋从巴拿马城附近沿佛罗里达州西北狭长地带登陆。登陆后飓风迅速减弱，仅过了6小时就在阿拉巴马州东部上空降级成热带风暴，再于9月24日凌晨0点进一步减弱成热带低气压，同时还在弗吉尼亚州上空转变成温带气旋直至难以分辨。不过其残留水分与一片锋结合，给大范围地区带去了暴雨。

## 防灾措施
飓风埃洛伊塞来袭前，波多黎各和维尔京群岛收到了暴雨警告和洪灾预警。多明尼加共和国部分地区在飓风登陆约12小时前收到了飓风警告。古巴的东方省进入“飓风紧急状态”，卡马圭省也进入“警戒状态”。古巴航空暂停了所有飞往东方省的航班。
直到9月15日时，气象部门仍然不能确定埃洛伊塞是否会冲击美国，但佛罗里达州官员已经开始采取预防性措施。飓风进入墨西哥湾后，气象学家认为风暴会继续北上吹袭莫比尔湾（Mobile Bay）附近区域。但埃洛伊塞实际上却在9月22日晚转向东北。虽然气象部门早在24小时前就发布了飓风警告，但佛罗里达州仍有部分居民对气旋的威胁缺乏了解，:240-241导致撤离进程受到一定程度的延误。9月23日早上，民间备灾工作人员开车从沿海城镇经过，使用扩音器建议人们前往庇护所。虽然一开始出现延误，但由于逼近飓风的强度很大，沿海居民还是得到了彻底疏散。根据报道，彭萨科拉海岸沿线99%的居民都离开了家园，从路易斯安那州到佛罗里达州共有10万人撤离。:240-241
美国国家气象局发布声明，建议佛罗里达州9个县的居民做好全面的飓风防灾准备工作，这包括固定松散特件，把船只转移到安全地点等。沿海住房的屋主将房屋钉死，海上石油平台的工作人员则着手将平台转移。荷兰皇家壳牌的一位发言人称有800名工人得到撤离。新奥尔良的应急设备经过检查后进入待命状态。新奥尔良大堤委员会于9月21日进入二级警戒状态，还清理了防洪墙开口处的杂物。

## 影响

### 加勒比海
| 地区         | 直接死亡人数 |
| ------------ | ------------ |
| 波多黎各     | 34           |
| 多米尼加     | 7            |
| 海地         | 18           |
| 佛罗里达州   | 4            |
| 美国其他地区 | 17           |
| 合计         | 80           |

系统在强度还只达到弱热带低气压标准期间就给背风群岛部分地区带去了130到250毫米降水，其中包括圣基茨岛和圣马丁岛。群岛最北面的降雨量有所不及，而风力则普遍较弱。
虽然途经波多黎各时还只达到热带风暴强度，但埃洛伊塞仍然给该岛带去了极端的降雨量，其中达斯博卡斯达到最高的846毫米，其它地区则大多在250到510毫米之间。暴雨导致爆发严重山洪，夺走了34人的生命，其中大部分都是淹死的，还造成了价值6000万美元（1975年美元，相当于2025年的3.4億美元）的破坏:239-240。成百上千的居民受伤，风暴还迫使超过6000人离开家园。数十个小镇和村庄被淹，当时拥有3.5万人口的乌图阿多是受灾最严重的地区。报道称该镇情况“完全是场灾难”，4套正在建筑的房屋完全被淹，数十辆车被洪水冲走。洪水还淹没了数千英里道路，导致许多桥梁无法通行。
随着风暴继续西进，伊斯帕尼奥拉岛东部和南部普降暴雨。海地和多明尼加共和国受到大范围洪灾的冲击，共导致25人遇难。气旋最强的风力一直保持在海上，不过恩加诺角（Cape Engaño）记录下的阵风时速还是达到80公里。位于多明尼加共和国北海岸的银港也受到狂风暴雨的冲击。风暴过去后，岛上切断了电力供应，以防发生触电事故。虽然风暴对伊斯帕尼奥拉岛和波多黎各造成了影响，但具体损失数额仍缺乏记录。

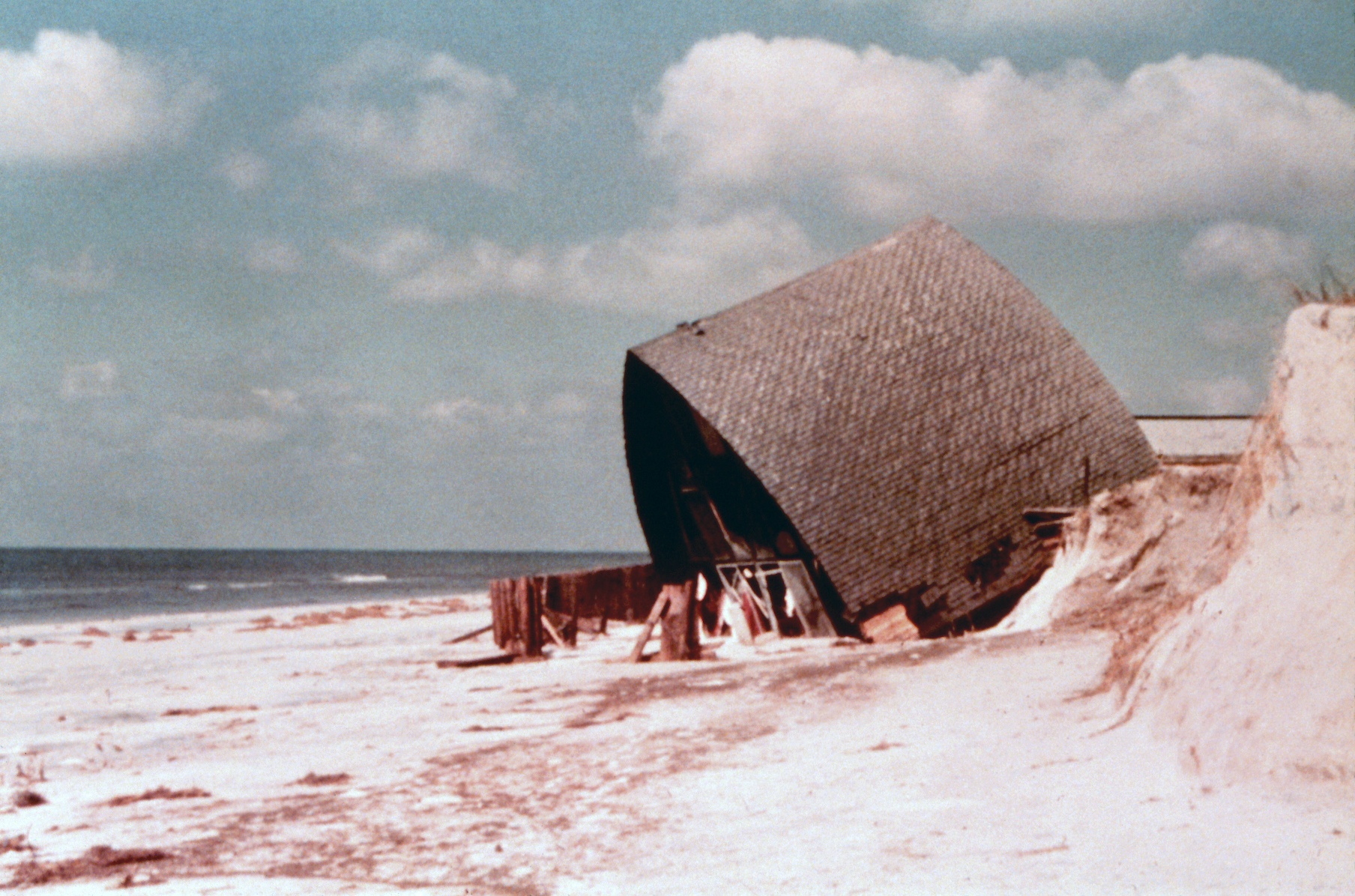
遭飓风摧毁的一套海滩房屋

风暴产生的风雨影响了巴哈马南部、古巴、牙买加、开曼群岛和尤卡坦半岛北部。幸而气旋途经这些区域时强度较弱，因此没有报道出现重大损失。古巴东南部的关塔那摩湾海军基地出现暴雨连场，风速约为每小时32公里，造成价值6.5万美元（1975年美元，相当于2025年的36.8萬美元）的破坏。基地中的人员已在风暴来袭前转移到指定的飓风避难所。

### 佛罗里达州
埃洛伊塞以三级飓风强度沿佛罗里达州北部海岸登陆，产生的持续风速为每小时140公里，阵风时速高达249公里。考虑到当时记录站点较少，缺乏足够的正式数据，因此实际上的持续风速有可能更高。有记载称当地出现的风速是整个20世纪中最强的:240-241。从华尔顿堡滩一直到巴拿马城之间地区都出现了飓风强度的狂风。海岸沿线的潮水比正常水平高3.7到4.9米，最高的达到5.5米。风暴在向内陆推进期间还催生出多场龙卷风。降雨量总体在100到200毫米之间，但瓦尔帕莱索附近的埃格林空军基地却高达380毫米。风暴行经区域的西北方向通常降水最多，其中心行经路途以东的多个地区降雨量都不到25毫米。
飓风对大面积区域构成破坏。华尔顿堡滩受灾特别严重，有数以百计的建筑物受损或被毁。一些地区的建筑物先是遭狂风摧毁，然后又被风暴潮冲走。一切地方的树木完全被狂风清除，许多财物和道路都被埋至沙下。整个佛罗里达州西北部估计有8000人遭受了与风暴相关的损失，500家商户彻底被毁。《塔拉赫西民主党人》（Tallahassee Democrat）的报道称，高速公路上到处都是缠结起来的电线和电线杆，路的两边则四下散落着别墅、汽车旅馆、餐厅、便利店及其他海滩商店的残骸。:240-241巴拿巴一间850公顷的虾类养殖场（这也是当地第一个同类养殖场）受到重创，原本预计会有的68万公斤收获付诸东流。公司总裁称，经过6个月极其困难的努力，养殖场的情况已出现快速而稳步的回升。到1976年春，公司已经有信心完全恢复并取得盈利:239-240。

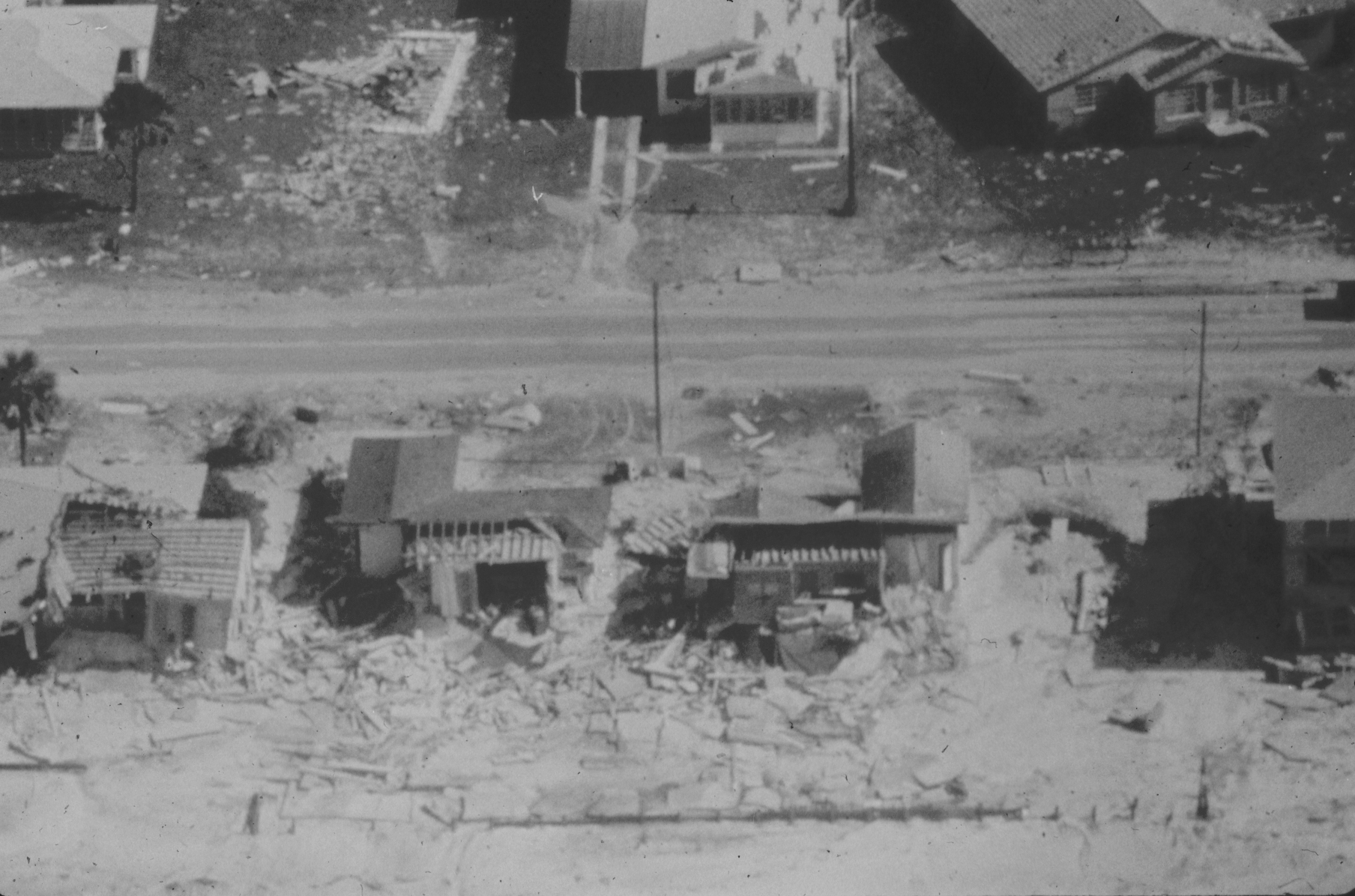
佛罗里达州西北狭长地带所受破坏

贝县受到严重的海滩侵蚀，失去了约61.2万立方米沙子。风暴令沿海地区的地貌发生改变，导致巴拿马市海滩地区受到大范围的结构性破坏。受灾最严重的地区集中在风眼以东约35公里宽的沿海区域，根据初步预测，风暴潮达到高峰强度的持续时间不超过半小时。大部分破坏都是地基受损的结果，报道中称程度可与1938年新英格兰飓风相提并论。虽然埃洛伊塞并非异常强烈的飓风，但由于该地区的地质结构和建筑标准，仍然有大量民房和商户受到严重破坏。单巴拿马市海滩遭受的经济损失就有近5000万美元（1975年美元，相当于2025年的2.83億美元）。
作为40年来第一个吹袭佛罗里达州的大型飓风，飓风埃洛伊塞没有直接造成人员丧生，不过还是有间接导致4人死亡，其中两人属心脏病发。另外还有多人受伤，其中大部分是因玻璃碎片或是进行清理工作时导致。整个佛罗里达州一共遭受了1.5亿美元（1975年美元，相当于2025年的8.49億美元）的财物损失:239-240。风暴过去后，有研究人员对巴拿马市海滩“斜区”（陆地和海洋相交的区域）里生活的水产动物所受影响进行了研究。研究结果表明，与风暴前连续11个月的数据相对比，斜区内有通常生活在近海的动物物种涌入，不过只持续了不长的时间就恢复到了正常水平。海岸沿线有许多码头因飓风被毁或严重受损，例如哈里斯堡码头仅三年前建成的91米延长部分和原本码头的部分区域就被彻底摧毁。圣安德鲁斯州立公园的一个渔业码头也受到重创，墨西哥海滩的一个木质码头和巴拿巴城海滩的·米勒码头也有同样情况，码头的末端部分在风暴中被毁。

### 美国其他地区
飓风向内陆行进，从阿拉巴马州东部上空经过并产生狂风。奥索卡记录下160公里的阵风时速。该州其他地区风速范围在每小时56到142公里之间，最高降雨量有141毫米。狂风令财物和农作物严重受损，损失总额达1亿美元（1975年美元，相当于2025年的5.66億美元）。埃洛伊塞切断了供电和电话服务，杰尼瓦县有多人因风暴受伤。与佛罗里达州一样，逐渐减弱的飓风在阿拉巴马州和乔治亚州催生出多场龙卷风。初步报告表明，阿拉巴马州东南部的每一个县都受到了这场风暴一定程度的破坏。狂风令许多树木被连根拔起，还中断了多条供电线路。阿拉巴马州议会大厦屋顶因暴雨出现漏水。乔治亚州、路易斯安那州都出现大范围的阵风、低气压和中到大雨，密西西比州也有受到影响，但范围较小。

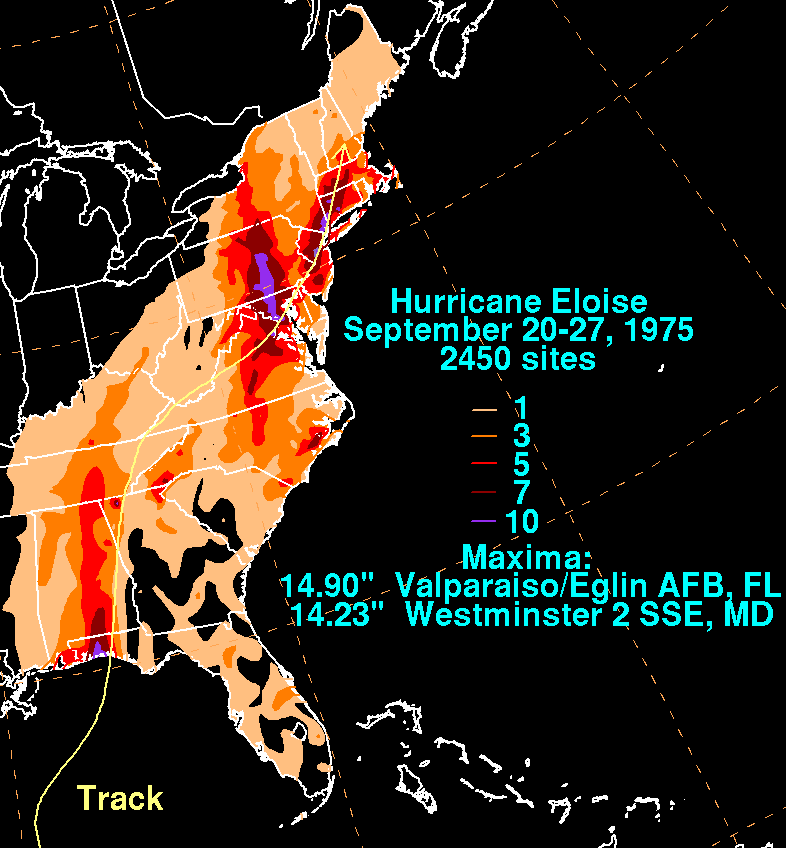
飓风埃洛伊塞在美国产生的降雨量分布

埃洛伊塞的残留和另一天气系统发生相互影响，在美国东部沿线产生大范围降水，受到影响的包括俄亥俄河、中大西洋各州和新英格兰。根据美国国家气象局的声明，洪水从9月22至26日间几乎没有间断:272。马里兰州威斯敏斯特记录的降雨量达361毫米，是风暴在这些区域产生降水最多的地点之一。宾夕法尼亚州、新泽西州、纽约州和康涅狄格州部分地区的降雨量在180至250毫米之间。整场飓风及其残留至少给全美22个州带去了降水。附近的飓风费伊有可能也对这些降雨起到了推波助澜的作用，但这点没有得到证实:242。华盛顿哥伦比亚特区的降雨量为231毫米，创下自1934年以来9月降雨量的新纪录。大量的降水引发了大范围洪灾，一些地区洪水水位达到50年甚至100年一遇的水平 。
宾夕法尼亚州和纽约州爆发的洪灾最为严重，导致人员丧生和严重财产损失:242。纽约州南部中心的纽约地区沿线有超过700幢建筑物被毁。美国东北部四处爆发洪灾，导致十余家水厂和至少16家污水处理厂无法正常运作，宾夕法尼亚州首府哈里斯堡为此建议居民将水烧开后再行饮用。更南面地区的基础设施也受到影响，波托马克河位于马里兰州境内支流莫诺卡西河（Monocacy River）水位涨至比洪水标准还高4.3米，弗雷德里克因此被淹，城市的饮用水供应也受到污染:272。9月25日晚至26日出现的最后一场倾盆大雨在马里兰州中部又产生约100毫米降雨量，引起严重的山洪爆发。部分受到影响的地区尚在数年前飓风艾格尼丝的影响下逐渐恢复，因此这场风暴的来袭可谓雪上加霜，这些地区包括埃利科特城（Frederick）、埃尔克里奇（Elkridge）和劳雷尔（Laurel），有两条主要河流溢出后淹没了附近区域。许多民宅、商铺和车辆被毁，风暴过去后还有人乘船进入满目疮痍的城市抢劫。劳雷尔的洛基峡大坝打开闸门泄洪，迫使下游的500位居民离开家园。:272-273
飓风埃洛伊塞引发洪灾对中大西洋各州内陆的破坏程度是继飓风艾格尼丝以来最严重的，也经常有研究对两场飓风加以对比:272。单宾夕法尼亚州就有两万居民因风暴残留引发的洪灾被迫撤离，该州以南的哥伦比亚特区南部郊区受到严重洪水的冲击，数千人因此离开家园寻求庇护:273。许多驾车人士被困在洪水淹没的公路上。多条河流和溪流溢出，对居民区构成严重影响。亚历山德里亚和阿灵顿县地区有数百户家庭因洪灾受到损失:273。整个美国东北部共有17人因风暴系统丧生，遭受的破坏价值3亿美元（1975年美元，相当于2025年的17億美元）:242。白原市一名男子在试图穿过哈钦森河快速路时因遇上汹涌的洪水而遇难。农业方面，潮湿天气持续时间的延长对一系列作物构成威胁，其中包括罗得岛州的苹果作物，以及北卡罗莱纳州的玉米和红薯。由于地面太过潮湿，农业机械无法正常运行，收割工作因此只能推迟。

## 善后

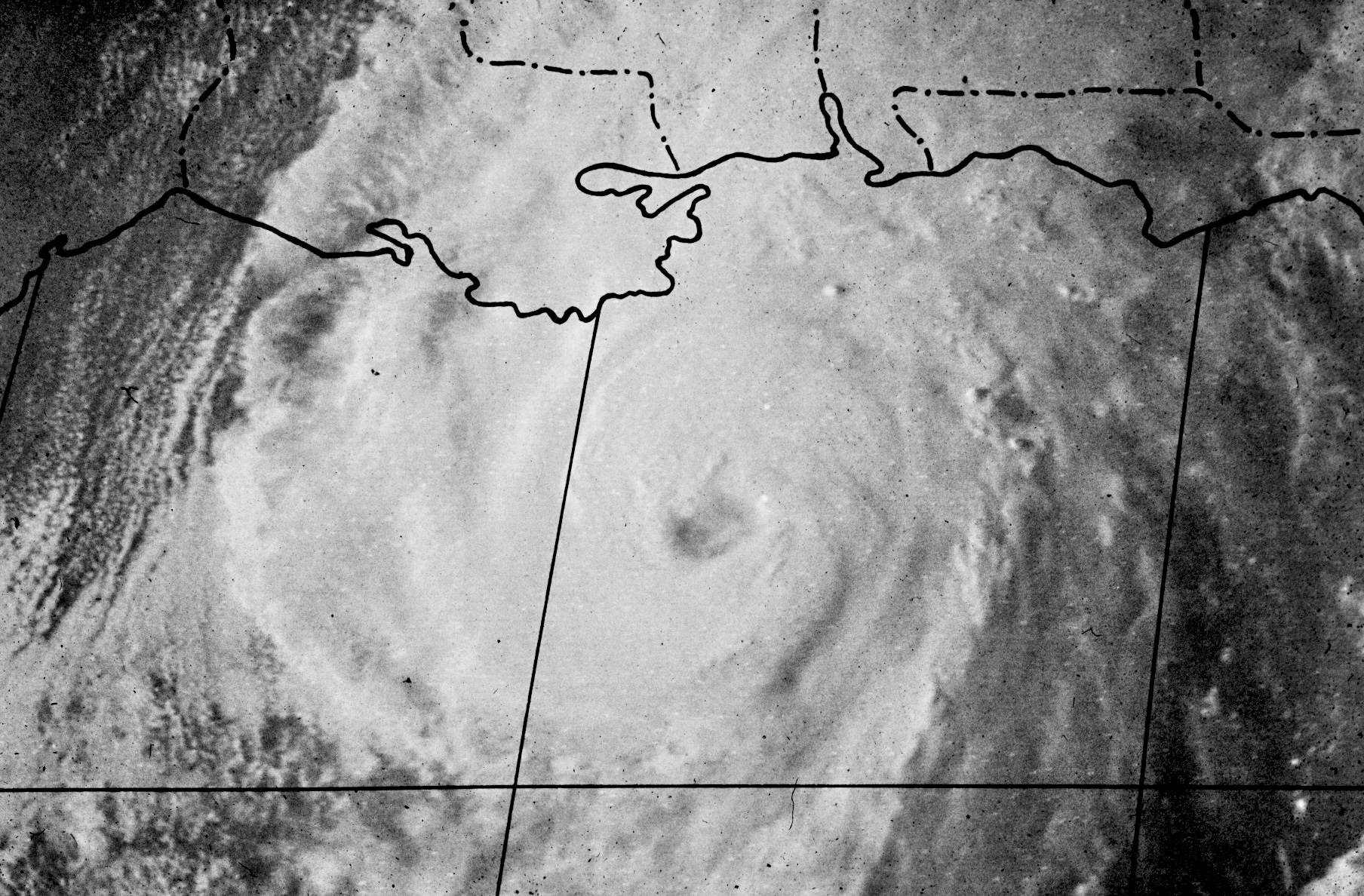
9月22日位于墨西哥湾上空的飓风埃洛伊塞

佛罗里达州州长鲁宾·艾斯丘在视察灾区后表示，一些建设工作可能需要从长计议，部分建筑物已经无法在原本的确切位置重建:239-240。他还在风暴过后召集了400名国民警卫队员防范抢劫，并且要求先将佛罗里达州西北狭长地带的5个县列为全国性灾区，还表示自己会考虑再增多两个县。成为灾区后，这些县的居民就可以获取联邦援助。风暴过去后，巴拿马城市长立即批评州政府没有提供足够的援助。虽然造成了灾难性的破坏，但也有报道表明风暴对经济上存在有利影响，重建和恢复令商业得到增长，人们开始迁居到这些地区，这其中又以巴拿马城及其周边最为明显。贝县的克鲁克岛因风暴潮影响形成了一个宽1.21公里的新水湾并得名“埃洛伊塞湾”（Eloise Inlet）。埃洛伊塞还对佛罗里达州西北狭长地带海滩和沙丘遭受的侵蚀情况提供了综合性的信息基地，这些信息在之后用于某些侵蚀预报的数据模型程序设计中发挥了作用。1995年，飓风欧泊的灾后报告提供了更加充足的数据。
9月26日，美国总统杰拉尔德·福特批准了佛罗里达州的灾区宣告请求，之后又宣布宾夕法尼亚州的30个县为灾区。宾夕法尼亚州副州长欧内斯特·克莱恩（Ernest Kline）派遣600位国民警卫队员协助洪水灾民疏散并维护灾区秩序。1975年美国一共向9.2万户家庭提供了超过4.3亿美元联邦救灾款，其中大部分都是用于飓风埃洛伊塞沿线灾区的恢复。马里兰州州长马文·曼德尔（Marvin Mandel）宣布全州23个县中的10个进入紧急状态:272。由于风暴造成了重大人员伤亡和经济损失，其名称“埃洛伊塞”因此从大西洋风暴命名名单上退役，以后永远都不会再在北大西洋热带气旋命名时使用。由于1979年起飓风命名名单中增加了男性人名，因此这个名称并没有由某个特定名称替换。